# Lampadena
El género Lampadena, peces marinos de la familia mictófidos, distribuidos por las aguas profundas de la mayoría de los océanos.
Son especies pelágicas de aguas profundas que por la noche suben cerca de la superficie.

## Especies
Existen diez especies válidas en este género:
- Lampadena anomala (Parr, 1928)
- Lampadena chavesi (Collett, 1905) - Mictófido de Chaves
- Lampadena dea (Fraser-Brunner, 1949)
- Lampadena luminosa (Garman, 1899) - Mictófido luminoso
- Lampadena notialis (Nafpaktitis y Paxton, 1968) - Mictófido Notal
- Lampadena pontifex (Krefft, 1970)
- Lampadena speculigera (Goode y Bean, 1896) - Mictófido de espejo
- Lampadena urophaos atlantica (Maul, 1969) - Linternilla pipa del Atlántico
- Lampadena urophaos urophaos (Paxton, 1963) - Linternilla pipa del Pacífico
- Lampadena yaquinae (Coleman y Nafpaktitis, 1972)